# Matt Serletic
Matt Serletic (właśc. Matthew Michael Serletic II) – amerykański producent muzyczny i klawiszowiec. Były prezes wytwórni Virgin Records.
W 1999 członek supergrupy rockowej Class of ’99. Rok później dwukrotny producencki laureat nagrody Grammy w kategoriach album roku za krążek Supernatural Carlosa Santany oraz nagranie roku za utwór „Smooth” także Santany.
Współpracował z wieloma znanymi artystami związanymi z wytwórniami Atlantic Records i Virgin Records: m.in. Robem Thomasem, Taylorem Hicksem, Stacie Orrico, Edwinem McCainem i Angie'm Aparo oraz grupami Collective Soul, Matchbox Twenty i Blessid Union of Souls. Jest także autorem oraz producentem albumu Joe Cockera Hard Knocks (2010). W 2010 wyprodukował balladę „You Haven’t Seen the Last of Me” ze ścieżki dźwiękowej Burlesque: Original Motion Picture Soundtrack; wykonywaną przez Cher piosenkę nagrodzono nagrodą Złotego Globu.
Zarządca Emblem Music Group, zamieszkały w Calabasas w Kalifornii. Żonaty z Ramoną, ma dwójkę dzieci.